# Clara Sudermann

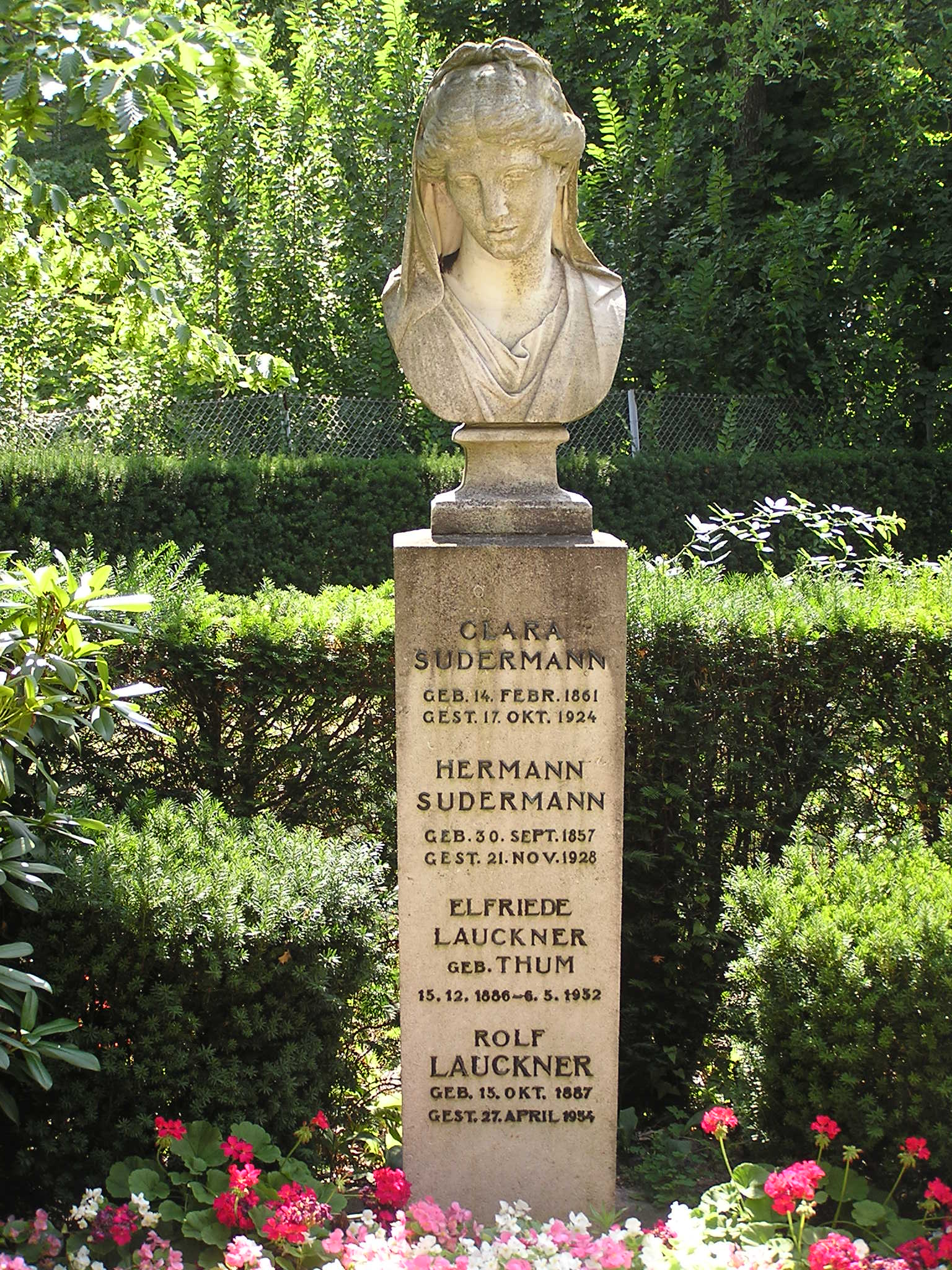
Grabstätte der Sudermanns. Die Büste zeigt Hera, Beschützerin der Frauen. Sie stammt aus dem Schlosspark Blankensee und war eine der Lieblingsfiguren der als Erste gestorbenen Clara.

Clara Sudermann (* 14. Februar 1861 in Königsberg als Clara Schulz, verwitwete Lauckner; † 17. Oktober 1924 in Berlin) war eine deutsche Schriftstellerin.

## Leben
1885 heiratete Clara Schulz den Wasserbaudirektor Wilhelm Lauckner, der nach nur vierjähriger Ehe verstarb. 1891 folgte ihre Ehe mit dem ostpreußischen Dramatiker Hermann Sudermann, der 1927 in dem Werk Die Frau des Steffen Tromhold mit der Hauptperson seine eigene Frau beschrieb.
Clara brachte drei Kinder mit in die Ehe und hatte mit Sudermann noch die gemeinsame Tochter Hede. 1902 zog das Schriftstellerpaar von Berlin in das schlossähnliche und repräsentative Brandenburger Landgut Blankensee an dem Fluss Nieplitz südlich der Hauptstadt. Clara Sudermann liegt auf dem Friedhof Grunewald begraben. In der gemeinsamen Grabstelle fanden später auch Hermann Sudermann, ferner ihr Sohn, der Schriftsteller Rolf Lauckner und dessen Frau, die Illustratorin Elfriede Lauckner die letzte Ruhe.

## Werke (Auswahl)
- Lethe. Berlin 1889.
- Mein Stern. Novelle. 1891.
- Die Siegerin. Roman. 1896.
- An geöffneter Tür. Novellensammlung. F. Lehmann, Berlin 1913.
- Am Glück vorbei. Roman. Langenscheid, Berlin 1920.